# Ekvatorska montaža
Ekvatorska montaža ili paralaktička montaža je postavljanje astronomskoga teleskopa na dvije osovine odabrane tako da se prilikom praćenja dnevnoga gibanja nebeskih tijela teleskop okreće samo oko jedne od njih: osovine usporedne sa Zemljinom rotacijskom osi (polarne osovine) okreću se brzinom kojom se okreće nebeska sfera, to jest 360° za jednoga zvjezdanog dana. Deklinacijska je osovina okomita na polarnu. Po njoj se teleskop pomiče kada se bira nebesko tijelo na nebeskoj sferi.

## Ekvatorijal
Ekvatorijal (engl. equatorial, od lat. aequare: izjednačiti) je teleskop koji se okreće oko polarne osovine i oko deklinacijske osovine na nju okomite. Dnevno gibanje nebeskih tijela prati se satnim mehanizmom za jednoliko okretanje teleskopa oko polarne osi od istoka prema zapadu. Ekvatorijal je isto veliki teleskop s vrlo točnom kutnom razdiobom, koji se na zvjezdarnicama koristi za određivanje koordinata nebeskih tijela i za fotografiranje.

## Azimutska montaža
Azimutska montaža ili altazimutska montaža je postavljanje astronomskoga teleskopa na dvije osovine, okomitu (azimutsku) i vodoravnu (visinsku), koje omogućuje da se prilikom praćenja dnevnoga gibanja nebeskih tijela teleskop okreće oko obje osovine. Zbog svoje relativne jednostavnosti pogodna je za postavljanje malih amaterskih teleskopa i velikih, računalno upravljanih teleskopa.

## Teleskop
Osnovni astronomski instrument je teleskop, koji se pokreće u dvije međusobno okomite ravnine. Za određivanje smjerova u tim ravninama služe kutomjeri. Sam dalekozor ima zadaću da olakša viziranje nebeskog tijela. Prije pronalaska teleskopa u tu su svrhu služile vizirne linije, koje su bile izvedene čisto mehanički. Osi, oko kojih se teleskop pokreće i ravnine u kojima se pokreće, postavljaju se ili u sistemu horizontskog koordinatnog sustava, ili u sistemu nebeskog ekvatorskog koordinatnog sustava. U prvom slučaju postavljanje teleskopa je altazimutsko, u drugom slučaju ekvatorsko ili paralaktičko. U astrometriji astronomski instrumenti primjenjuju altazimutnu ugradnju.
Teleskop je mjerni instrument za astronomsko promatranje i proučavanje elektromagnetskoga zračenja dalekih nebeskih tijela, često opremljen dodatnim instrumentima kao što su fotometar, interferometar i spektroskop (spektroskopija). Prema području elektromagnetskih valova naziva se optički teleskop, radio teleskop, rendgenski teleskop, gama teleskop, teleskop za infracrveno zračenje, teleskop za ultraljubičasto zračenje i drugi. Kako bi se umanjili utjecaji vremenskih prilika i svjetlosnoga zagađenja na astronomska promatranja, opservatoriji se grade na pustim mjestima s mnogo vedrih dana u godini ili se, kada se istražuju elektromagnetski valovi za koje je Zemljina atmosfera slabo propusna ili nepropusna, ili pak kada je potrebno izvesti precizna snimanja bez ikakvih atmosferskih utjecaja, postavljaju na astronomske satelite.